# Ocean Machine: Biomech
Ocean Machine: Biomech debitantski je studijski album kanadskog progresivnog metal glazbenika Devina Townsenda. Album je 21. srpnja 1997. godine objavila diskografska kuća HevyDevy Records.

## Pozadina
Materijal za Ocean Machine: Biomech bio je u izradi otkad je Devin Townsend bio na turneji sa Steveom Vaijem kako bi podržao album Sex & Religion, a neke su skladbe, kao što su "Funeral", "Regulator" i "The Death of Music" vukle podrijetlo od Townsendovih dana s glazbenim projektom Noisescapes. Izvorno je snimanje albuma bilo dovršeno krajem 1995. godine u studiju The Factory Studios u Vancouveru, a album je miksao Tim Oberthier. Townsend, koji nije bio zadovoljan rezultatom, ponovno je snimio velik dio albuma u svojem kućnom studiju i studiju Musibelios u Málagi s Danielom Bergstrandom. Mastering albuma odvijao se u Sterling Soundu u New York Cityju. Townsend je poslao dovršene snimke mnogim diskografskim kućama, kao i Century Mediji, kući s kojom je njegov sastav Strapping Young Lad imao potpisan ugovor, ali je dobivao samo odbijenice. Odlučio je samostalno objaviti album sredinom 1997. putem vlastite diskografske kuće HevyDevy Records. Nakon što je Townsend potpisao ugovor s InsideOutom, album je bio objavljen u Europi u ožujku 1998. godine.

## Glazbeni stil
Ocean Machine: Biomech sadrži mješavinu hard rocka, ambijentalne glazbe i progresivnog metala. Album je bio objavljen nakon kritički prihvaćenog Cityja, albuma Townsendovog ekstremnog metal sastava Strapping Young Lad. Townsend je komentirao da je za njega Strapping Young Lad bio "mali projekt" koji je smatrao "parodijom" te je za isti izjavio da nije bio njegov glazbeni prioritet. Međutim, požalio se da je Ocean Machine, koji je opisao "glazbom vrlo bliskom meni", u velikoj mjeri bio odbacivan.
Mnoge su skladbe na albumu tijekom Devinove karijere često bile svirane uživo; međutim, "Bastard" i "The Death of Music" nisu bile izvođene sve do travnja 2015. godine.
Album je posebno referenciran u skladbi "Ocean Machines" s demouratka Ass-Sordid Demos i pjesmi "Resolve" s albuma Addicted. "Sister" je semplirana u ambijentalnom završetku pjesme "Traveller" na Accelerated Evolutionu. Prvi stihovi u pjesmi "Voices in the Fan" pojavljuju se u skladbi "Color Your World" na albumu Ziltoid the Omniscient. Rif u pjesmi "Regulator" stvorio je temelje za skladbu "Om" na EP-u Infinity/Christeen + 4 Demos. "Bastard" je referenciran u pjesmi "Rain City" na albumu Sky Blue. "The Death of Music" ponovno se koristi refrenom bonus skladbe "Japan" s prvog albuma Strapping Young Lada, Heavy as a Really Heavy Thing.

## Popis pjesama
Tekstovi i glazba: Devin Townsend. 
| 1.    | »Seventh Wave«       | 6:50  |
| 2.    | »Life«               | 4:31  |
| 3.    | »Night«              | 4:45  |
| 4.    | »Hide Nowhere«       | 5:00  |
| 5.    | »Sister«             | 2:48  |
| 6.    | »3 A.M.«             | 1:56  |
| 7.    | »Voices in the Fan«  | 4:39  |
| 8.    | »Greetings«          | 2:53  |
| 9.    | »Regulator«          | 5:06  |
| 10.   | »Funeral«            | 8:06  |
| 11.   | »Bastard«            | 10:17 |
| 12.   | »The Death of Music« | 12:15 |
| 69:06 |                      |       |

| Bonus skladba | Bonus skladba         | Bonus skladba | Bonus skladba | Bonus skladba | Bonus skladba | Bonus skladba | Bonus skladba | Bonus skladba | Bonus skladba |
| Br.           | Skladba               | Trajanje      |               |               |               |               |               |               |               |
| ------------- | --------------------- | ------------- | ------------- | ------------- | ------------- | ------------- | ------------- | ------------- | ------------- |
| 13.           | »Thing Beyond Things« | 4:47          |               |               |               |               |               |               |               |
| 73:53         |                       |               |               |               |               |               |               |               |               |

## Objava
Ocean Machine: Biomech bio je objavljen u srpnju 1997. godine. Nakon što niti jedna diskografska kuća nije prihvatila Townsendov album, Townsend je osnovao svoju nezavisnu diskografsku kuću, HevyDevy Records, kako bi objavljivao svoje samostalne glazbene uratke. Album je u Kanadi objavio HevyDevy, u Europi i SAD-u InsideOut, a u Japanu Sony.
Album je bio prodan u 12.000 primjeraka u Japanu u svojem prvom tjednu objave. Iako je u glazbenom smislu odstupao od Townsendovog rada u ekstremnom metal sastavu Strapping Young Lad, Ocean Machine: Biomech zadobio je pozitivne kritike. Metal Hammer ga je pohvalio i izjavio: "[Ovo je] konceptualni album koji po putenosti i eskapizmu podsjeća na Pink Floyd, [a na njemu] Devin tekstualno i glazbeno istražuje stvarne i ne baš nadahnjujuće teme kao što su smrt, izolacija i depresija." Noise Level Critical napisao je: "Svatko tko je čuo Vaijev album Sex & Religion znat će da Townsend ima vrhunski glas i da je sposoban agresivno režati, naricati u visokom registru i nježno, emocionalno šaputati — sve u jednoj pjesmi."
Dana 17. ožujka 2017. godine album je u potpunosti bio odsviran uživo u koncertnoj dvorani Hammersmith Apollo te 22. rujna iste godine u Rimskom teatru u Plovdivu, Bugarskoj; potonji je nastup bio snimljen za DVD i Blu-Ray izdanje.

## Recenzije
Michael Rensen iz glazbenog časopisa Rock Hard pohvalio je znanstvenofantastičnu atmosferu albuma kojoj doprinosi kombinacija industrijalnih rifova i "bombastičnih znanstvenofantastičnih klavijaturskih uragana." Ocean Machine: Biomech opisao je "eshatološkim albumom od kojeg se ježi koža". Jörg Graf s internetske stranice Babyblaue Seiten s teškoćom je žanrovski klasificirao album, komentirajući da je u pitanju heavy metal spojen s gothic i industrial metalom koji se nigdje drugdje ne koristi. Uzevši u obzir efekte presnimavanja i reverba koji zajedno stvaraju oceansku atmosferu, izjavio je da je Townsendov "mračan, melodičan, bombastičan pokolj" bio "uspješan, lijep eksperiment". John Chedsey sa stranice Satan Stole My Teddybear napisao je kako su Townsendov teksturiran zvuk, intenzivne melodijske strukture i ideje, "velike poput Indijskog oceana", uspjele stvoriti fenomenalno i dirljivo djelo.

## Zasluge
| Devin Townsend - Devin Townsend – vokali, gitara, klavijature, produkcija, miksanje, uređivanje - JR Harder – bas-gitara - Marty Chapman – bubnjevi Dodatni glazbenici - Chris Valagao – dodatni vokali - John Paul Morgan – klavijature, semplovi, inženjer zvuka | Ostalo osoblje - Victor Norden – pomoć pri miksanju - Matteo Caratozzolo – uređivanje - Tim Oberthier – dodatni inženjer zvuka - Daniel Bergstrand – dodatno snimanje, miksanje - Daniel J Collins – omot albuma - Sheldon Zaharko – inženjer zvuka - Masa Noda – omot albuma |